# Gebrauchskategorie
Die Gebrauchskategorie wird für elektrische Schaltgeräte oder Schmelzsicherungen festgelegt. Sie ist definiert als die „Kombination festgelegter Anforderungen, die unter Berücksichtigung der Betriebsbedingungen eines Schaltgeräts oder einer Sicherung ausgewählt wurde, um einer wesentlichen Gruppe praktischer Anwendungsfälle zu entsprechen“. Zu den festgelegten Anforderungen dürfen zum Beispiel Einschaltvermögen (falls zutreffend), Ausschaltvermögen und andere Kenngrößen wie die Kurzschlussleistung, die Daten der zugehörigen Stromkreise, die entsprechenden Bedingungen für das Betriebsverhalten und die Funktion gehören. (Internationales Elektrotechnisches Wörterbuch – IEV 441-17-19)

## Allgemeines
Die Gebrauchskategorie für Niederspannungs-Schaltgeräte definiert die charakteristischen Einsatzbedingungen für Schaltgeräte wie Leistungsschütze, Leistungsschalter, Lastschalter, Trennschalter, Lasttrennschalter, Schalter-Sicherungs-Einheiten, Hilfsschütze usw. Diese Geräte sind für unterschiedliche elektrische Verbraucher und für unterschiedliche Betriebsbedingungen dimensioniert.
Die Eigenschaft der zu schaltenden oder zu steuernden Last bestimmt die Anforderungen an die Schaltgeräte und deren korrekte Auswahl für die geplante Anwendung. Speziell die Beanspruchung der Schaltstrecken durch Strom und Spannung beim Ein- und Ausschalten sind von enormer Bedeutung. So entsprechen der Ein- und Ausschaltstrom bei ohmscher Last dem Dauerbetriebsstrom, während z. B. Kurzschlussläufermotoren beim Einschalten und in der Beschleunigungsphase ein Mehrfaches des Bemessungs-Betriebsstroms aufnehmen.
Beim Schalten entsteht ein Schaltlichtbogen, welcher von der Stärke und Art der angeschlossenen Last abhängig ist. Die Gleichstrom-Kategorien DC-… müssen den Lichtbogen durch eine ausreichende Trennstrecke zum Abreißen bringen, und die Kontakte müssen der höheren thermischen Belastung standhalten. Bei den AC-Kategorien hilft der Null-Durchgang des Wechselstromes dabei, diesen einfacher und schneller zum Erlöschen zu bringen. Dafür sind die AC-… für tendenziell höhere Ein- und Ausschaltströme ausgelegt, als die DC-… Kategorien. Innerhalb der Kategorie sind die Unterschiede in der induktiven Belastung der Schaltkontakte sowie dem Schaltvermögen zu finden.

## Festlegung von Gebrauchskategorien in den Normen

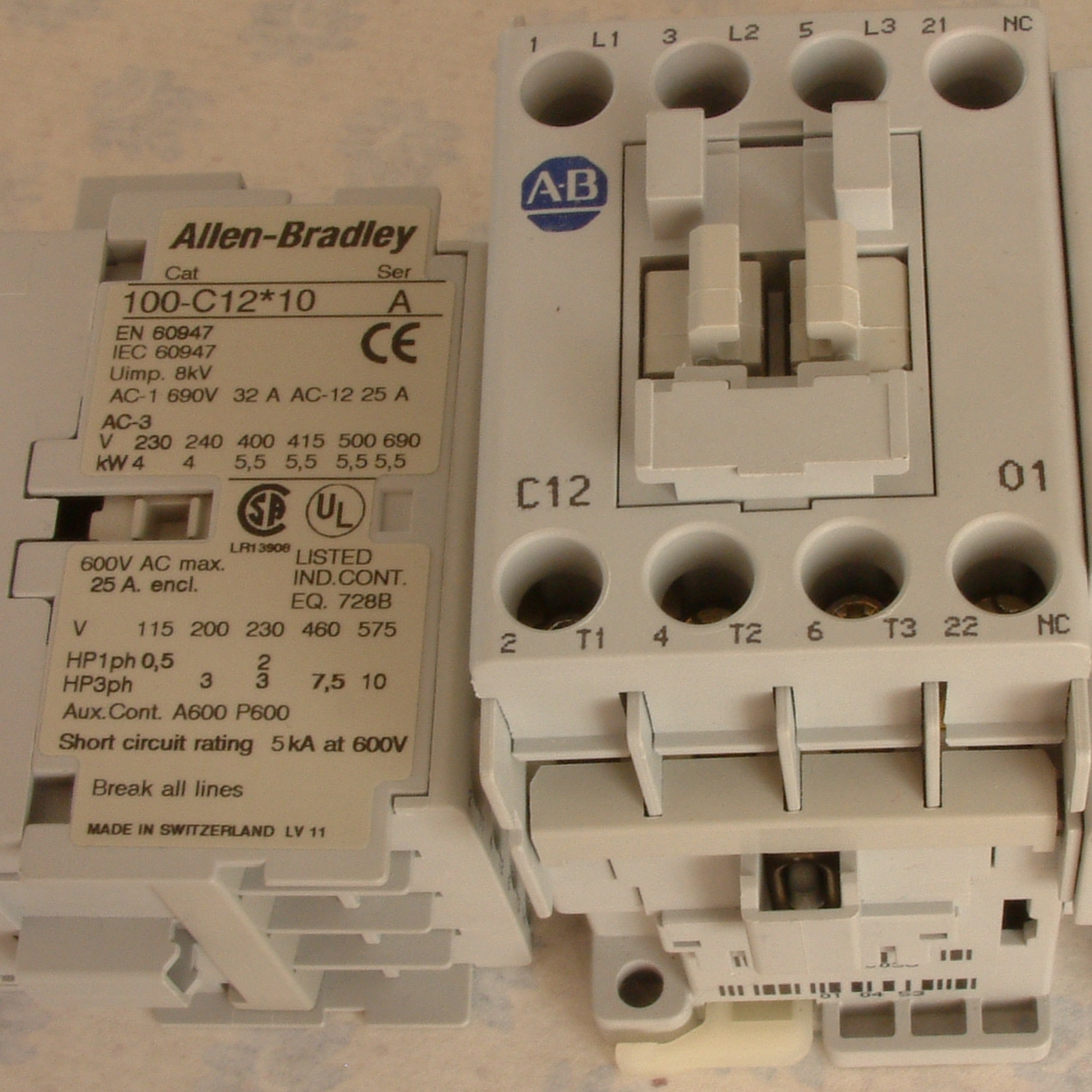
Kontaktbelastung in Ampere für Heizgeräte (AC1) und Motoren (AC3) findet man direkt auf dem Schütz

Die „Gebrauchskategorien“ werden vorwiegend in der IEC/EN 60947 in folgenden Teilen definiert:
- Teil 1: Allgemeine Festlegungen
- Teil 2: Leistungsschalter
- Teil 3: Lastschalter, Trennschalter, Lasttrennschalter und Schalter-Sicherungs-Einheiten
- Teil 4-1: Schütze und Motorstarter; elektromechanische Schütze und Motorstarter[1]
- Teil 4-2: Schütze und Motorstarter – Halbleiter-Motor-Steuergeräte und -Starter für Wechselspannung
- Teil 5-1: Steuergeräte und Schaltelemente – Elektromechanische Steuergeräte[1]
- Teil 6-1: Mehrfunktionsschaltgeräte – Netzumschalter (Kategorien AC-32A/B)
- Teil 6-2: Mehrfunktions-Schaltgeräte – Steuer- und Schutz-Schaltgeräte (CPS)
- Teil 7-1: Hilfseinrichtungen; Reihenklemmen für Kupferleiter
- Teil 7-2: Hilfseinrichtungen; Schutzleiter-Reihenklemmen für Kupferleiter
- Außerdem werden in der IEC/EN 61095 auch noch Kategorien  für „Haushalts- und ähnliche Anwendungen“ definiert.

## Gebrauchskategorien für Wechselspannung
Die folgenden Tabellen geben einen Überblick über die verschiedenen Abkürzungen. Innerhalb einer Gebrauchskategorie muss für den jeweiligen Typ die geeignete Baugröße ausgewählt werden. Diese ist abhängig vom Nennstrom, der Nennspannung und der zu schaltenden elektrischen Last.
| Gebrauchskategorie 3 | typische Anwendung | IEC-Gerätenorm      |
| -------------------- | --- | ------------------- |
| AC-1                 | nicht induktive oder schwach induktive Last. Widerstandsöfen | 60947-4-1           |
| AC-2                 | Schleifringläufermotoren: Anlassen, Ausschalten | 60947-4-1           |
| AC-3                 | Käfigläufermotoren: Anlassen. Ausschalten während des Laufes | 60947-4-1           |
| AC-3e                | Käfigläufermotoren mit höherem Anzugsstrom: Anlassen. Ausschalten der Motoren während des Laufs, Reversieren                                                                                  | 60947-4-1           |
| AC-4                 | Käfigläufermotoren: Anlassen, Gegenstrombremsen 1 oder Reversieren 1, Tippen 2 | 60947-4-1           |
| AC-5a                | Schalten von Gasentladungslampen | 60947-4-1           |
| AC-5b                | Schalten von Glühlampen | 60947-4-1           |
| AC-6a                | Schalten von Transformatoren | 60947-4-1           |
| AC-6b                | Schalten von Kondensatorenbatterien | 60947-4-1           |
| AC-7a                | schwach induktive Last für Haushalts- und ähnliche Anwendungen | 60947-4-1 61095     |
| AC-7b                | Motorlasten für Haushaltsanwendungen | 60947-4-1 61095     |
| AC-7c                | Schalten der Steuerungen von kompensierten Entladungslampen | 61095               |
| AC-8a                | Steuern von hermetisch abgeschlossenen Kühlkompressormotoren mit manueller Rückstellung der Überlastauslöser                                                                                  | 60947-4-1           |
| AC-8b                | Steuern von hermetisch abgeschlossenen Kühlkompressormotoren mit automatischer Rückstellung der Überlastauslöser                                                                              | 60947-4-1           |
| AC-11                | durch AC 15 abgelöst | früher 60947-4-1    |
| AC-12                | Steuern von ohmscher Last und Halbleiterlast mit Trennung durch Optokoppler | 60947-5-1 60947-5-2 |
| AC-13                | Steuern von Halbleiterlast mit Trenntransformatoren | 60947-5-1           |
| AC-14                | Steuern von kleiner elektromagnetischer Last | 60947-5-1           |
| AC-15                | Steuern von elektromagnetischer Last bei Wechselspannung | 60947-5-1           |
| AC-20A AC-20B        | Ein- und Ausschalten bei Leerlast | 60947-3             |
| AC-21A AC-21B        | Schalten ohmscher Last einschließlich mäßiger Überlast | 60947-3             |
| AC-22A AC-22B        | Schalten gemischter ohmscher und induktiver Last einschließlich mäßiger Überlast | 60947-3             |
| AC-23A AC-23B        | Schalten von Motorlast oder anderen stark induktiven Lasten | 60947-3             |
| AC-31A AC-31B        | nicht induktive oder schwach induktive Lasten | 60947-6-1           |
| AC-33A AC33B         | Motorlasten oder gemischte Lasten einschließlich Motoren, Widerständen und bis zu 30 % Glühlampenlast                                                                                         | 60947-6-1           |
| AC-35A AC-35B        | Gasentladungslampenlast | 60947-6-1           |
| AC-36A AC36B         | Glühlampenlast | 60947-6-1           |
| AC-40                | Verteilungsstromkreise aus gemischten ohmschen und induktiven Lasten | 60947-6-2           |
| AC-41                | nicht induktive oder schwach induktive Lasten, Widerstandsöfen | 60947-6-2           |
| AC-42                | Schleifringläufermotoren: Anlassen, Ausschalten | 60947-6-2           |
| AC-43                | Käfigläufermotoren: Anlassen, Ausschalten während des Laufs | 60947-6-2           |
| AC-44                | Käfigläufermotoren: Anlassen, Gegenstrombremsen 1 oder Reversieren 1, Tippen 2 | 60947-6-2           |
| AC-45a               | Schalten von Gasentladungslampen | 60947-6-2           |
| AC-45b               | Schalten von Glühlampen | 60947-6-2           |
| AC-51                | induktionsfreie oder leicht induktive Lasten, Widerstandsöfen | 60947-4-3           |
| AC-52a               | Steuern der Statorwicklung eines Schleifringläufermotors: 8-Stunden-Betrieb mit Anlaufströmen für Startvorgänge, Maneuvering, Betrieb                                                         | 60947-4-2           |
| AC-52b               | Steuern der Statorwicklung eines Schleifringläufermotors: Aussetzbetrieb | 60947-4-2           |
| AC-53a               | Steuern eines Käfigläufermotors: 8-Stunden-Betrieb mit Anlaufströmen für Startvorgänge, Maneuvering, Betrieb                                                                                  | 60947-4-2           |
| AC-53b               | Steuern eines Käfigläufermotors: Aussetzbetrieb | 60947-4-2           |
| AC-55a               | Schalten von elektrischen Steuerungen von Entladungslampen | 60947-4-3           |
| AC-55b               | Schalten von Glühlampen | 60947-4-3           |
| AC-56a               | Schalten von Transformatoren | 60947-4-3           |
| AC-56b               | Schalten von Kondensatorbatterien | 60947-4-3           |
| AC-58a               | Steuern eines hermetisch gekapselten Kühlkompressormotors mit automatischer Rückstellung der Überlastauslösungen: 8-Stunden-Betrieb mit Anlaufströmen für Startvorgänge, Maneuvering, Betrieb | 60947-4-2           |
| AC-58b               | Steuern eines hermetisch gekapselten Kühlkompressormotors mit automatischer Rückstellung der Überlastauslösungen: Aussetzbetrieb                                                              | 60947-4-2           |
| AC-140               | Steuerung kleiner elektromagnetischer Lasten mit Haltestrom ≤ 0,2 A; z. B. Hilfsschütze | 60947-5-2           |

## Gebrauchskategorien für Wechsel- und Gleichspannung
| Gebrauchskategorie | typische Anwendung                                              | IEC-Gerätenorm |
| ------------------ | --------------------------------------------------------------- | -------------- |
| A                  | Schutz von Stromkreisen ohne Bemessungs-Kurzzeitstromfestigkeit | 60947-2        |
| B                  | Schutz von Stromkreisen mit Bemessungs-Kurzzeitstromfestigkeit  | 60947-2        |

## Gebrauchskategorien für Gleichspannung
| Gebrauchskategorie | typische Anwendung                                                                                                | IEC-Gerätenorm      |
| ------------------ | --- | ------------------- |
| DC-1               | nicht induktive oder schwach induktive Last, Widerstandsöfen                                                      | 60947-4-1           |
| DC-3               | Nebenschlussmotoren: Anlassen, Gegenstrombremsen a oder Reversieren b, Tippen c, Widerstandsbremsung von Motoren  | 60947-4-1           |
| DC-5               | Reihenschlussmotoren: Anlassen, Gegenstrombremsen a oder Reversieren a, Tippen b, Widerstandsbremsung von Motoren | 60947-4-1           |
| DC-6               | Schalten von Glühlampen                                                                                           | 60947-4-1           |
| DC-12              | Steuern von ohmscher Last und Halbleiterlast mit Trennung durch Optokoppler                                       | 60947-5-1 60947-5-2 |
| DC-13              | Steuern von Elektromagneten bei Gleichspannung                                                                    | 60947-5-1 60947-5-2 |
| DC-14              | Steuern von elektromagnetischer Last bei Gleichspannung mit Sparwiderständen im Stromkreis                        | 60947-5-1           |
| DC-31              | Widerstandslasten                                                                                                 | 60947-6-1           |
| DC-33              | Motorlasten oder gemischte Lasten einschließlich Motoren                                                          | 60947-6-1           |
| DC-36              | Glühlampenlast | 60947-6-1           |
| DC-40              | Verteilungsstromkreise aus gemischten ohmschen und induktiven Lasten                                              | 60947-6-2           |
| DC-41              | nicht induktive oder schwach induktive Lasten, Widerstandsöfen                                                    | 60947-6-2           |
| DC-43              | Nebenschlussmotoren: Anlassen, Gegenstrombremsen a, Tippen b                                                      | 60947-6-2           |
| DC-45              | Widerstandsbremsung von Gleichstrommotoren Reihenschlussmotoren: Anlassen, Gegenstrombremsen a, Tippen b          | 60947-6-2           |
| DC-46              | Widerstandsbremsung von Gleichstrommotoren Schalten von Glühlampen                                                | 60947-6-2           |

Quelle: 

## Nachweis von Lebensdauer und Schaltvermögen (Auszug)
Schaltgerätehersteller machen zu ihren Produkten Angaben zum Schaltvermögen und zur Lebensdauer. Die Lebensdauer (Zahl der Schaltspiele bis zum Ausfall) ist zum Beispiel in Form von Diagrammen in Abhängigkeit des geschalteten Stromes und der Gebrauchskategorie angegeben. Um diese Tests beziehungsweise Lebensdauerangaben herstellerübergreifend zu vereinheitlichen, ist in der DIN EN 60 947-4-1 (VDE0660-102, Tabelle 1) jeder Gebrauchskategorie ein definiertes Verhalten der Last (Einschaltstromstoß, induktives Verhalten + möglicher Ausschalt-Überstrom) zugeordnet. Bemerkenswert ist die praxisfremd niedrige wiederkehrende Spannung für die Tests des Schaltvermögens induktiver Lasten. In der Praxis tritt beim Abschalten einer induktiven Last und Verlöschen des Schaltlichtbogens oft eine sehr viel höhere Spannungsspitze auf, die auch zum Wiederzünden des Lichtbogens führen kann.
| Geb.-Kat.    | Lebensdauer             | Lebensdauer                        | Lebensdauer                        | Lebensdauer                  | Lebensdauer                            | Lebensdauer                            | Lebensdauer                  | Schaltvermögen                     | Schaltvermögen                     | Schaltvermögen               | Schaltvermögen                         | Schaltvermögen                         | Schaltvermögen               |
| Geb.-Kat.    | {\displaystyle I_{n}/A} | Einschalten                        | Einschalten                        | Einschalten                  | Ausschalten                            | Ausschalten                            | Ausschalten                  | Einschalten                        | Einschalten                        | Einschalten                  | Ausschalten                            | Ausschalten                            | Ausschalten                  |
| Geb.-Kat.    | {\displaystyle I_{n}/A} | {\displaystyle {\frac {I}{I_{n}}}} | {\displaystyle {\frac {U}{U_{n}}}} | cos {\displaystyle \varphi } | {\displaystyle {\frac {I_{c}}{I_{n}}}} | {\displaystyle {\frac {U_{r}}{U_{n}}}} | cos {\displaystyle \varphi } | {\displaystyle {\frac {I}{I_{n}}}} | {\displaystyle {\frac {U}{U_{n}}}} | cos {\displaystyle \varphi } | {\displaystyle {\frac {I_{c}}{I_{n}}}} | {\displaystyle {\frac {U_{r}}{U_{n}}}} | cos {\displaystyle \varphi } |
| ------------ | ----------------------- | ---------------------------------- | ---------------------------------- | ---------------------------- | -------------------------------------- | -------------------------------------- | ---------------------------- | ---------------------------------- | ---------------------------------- | ---------------------------- | -------------------------------------- | -------------------------------------- | ---------------------------- |
| AC-1         | x                       | 1                                  | 1                                  | 0,95                         | 1                                      | 1                                      | 0,95                         | 1,5                                | 1,05                               | 0,80                         | 1,5                                    | 1,05                                   | 0,80                         |
| AC-2         | x                       | 2,5                                | 1                                  | 0,65                         | 2,5                                    | 1                                      | 0,65                         | 4                                  | 1,05                               | 0,65                         | 4                                      | 1,05                                   | 0,80                         |
| AC-3         | ≤017                    | 6                                  | 1                                  | 0,65                         | 1                                      | 0,17                                   | 0,65                         | 8                                  | 1,05                               | 0,45                         | 8                                      | 1,05                                   | 0,45                         |
| AC-3         | ≤100                    | 6                                  | 1                                  | 0,35                         | 1                                      | 0,17                                   | 0,35                         | 8                                  | 1,05                               | 0,45                         | 8                                      | 1,05                                   | 0,45                         |
| AC-3         | >100                    | 6                                  | 1                                  | 0,35                         | 1                                      | 0,17                                   | 0,35                         | 8                                  | 1,05                               | 0,35                         | 8                                      | 1,05                                   | 0,35                         |
| AC-4         | ≤017                    | 6                                  | 1                                  | 0,65                         | 6                                      | 1                                      | 0,65                         | 10                                 | 1,05                               | 0,45                         | 10                                     | 1,05                                   | 0,45                         |
| AC-4         | ≤100                    | 6                                  | 1                                  | 0,35                         | 6                                      | 1                                      | 0,35                         | 10                                 | 1,05                               | 0,35                         | 10                                     | 1,05                                   | 0,45                         |
| AC-4         | >100                    | 6                                  | 1                                  | 0,35                         | 6                                      | 1                                      | 0,35                         | 10                                 | 1,05                               | 0,35                         | 10                                     | 1,05                                   | 0,35                         |
| AC-5a        | x                       | -                                  | -                                  | -                            | -                                      | -                                      | -                            | 3                                  | 1,05                               | 0,45                         | 3                                      | 1,05                                   | 0,45                         |
| AC-5b        | x                       | -                                  | -                                  | -                            | -                                      | -                                      | -                            | 1,5                                | 1,05                               | (1)                          | 4                                      | 1,05                                   |                              |
| AC-6a        | ≤100                    | -                                  | -                                  | -                            | -                                      | -                                      | -                            | 4,5                                | 1,05                               | 0,45                         | 3,6                                    | 1,05                                   | 0,45                         |
| AC-6a        | >100                    | -                                  | -                                  | -                            | -                                      | -                                      | -                            | 4,5                                | 1,05                               | 0,35                         | 3,6                                    | 1,05                                   | 0,35                         |
| AC-6b        | -                       | -                                  | -                                  | -                            | -                                      | -                                      | -                            | -                                  | -                                  | -                            | -                                      | -                                      | -                            |
| AC-7a        | x                       | -                                  | -                                  | -                            | -                                      | -                                      | -                            | 1,5                                | 1,05                               | 0,8                          | 1,5                                    | 1,05                                   | 0,8                          |
| AC-7b        | ≤100                    | -                                  | -                                  | -                            | -                                      | -                                      | -                            | 8                                  | 1,05                               | 0,45                         | 6                                      | 1,05                                   | 0,45                         |
| AC-7b        | >100                    | -                                  | -                                  | -                            | -                                      | -                                      | -                            | 8                                  | 1,05                               | 0,35                         | 6                                      | 1,05                                   | 0,35                         |
| AC-8a, AC-8b | ≤100                    | -                                  | -                                  | -                            | -                                      | -                                      | -                            | 6                                  | 1,05                               | 0,45                         | 6                                      | 1,05                                   | 0,45                         |
| AC-8a, AC-8b | >100                    | -                                  | -                                  | -                            | -                                      | -                                      | -                            | 6                                  | 1,05                               | 0,35                         | 6                                      | 1,05                                   | 0,35                         |
| AC-12        | x                       | -                                  | -                                  | -                            | -                                      | -                                      | -                            | 1                                  | 1                                  | 0,9                          | 1                                      | 1                                      | 0,9                          |
| AC-13        | x                       | -                                  | -                                  | -                            | -                                      | -                                      | -                            | 10                                 | 1,1                                | 0,65                         | 1,1                                    | 1,1                                    | 0,65                         |
| AC-14        | -                       | -                                  | -                                  | -                            | -                                      | -                                      | -                            | 6                                  | 1,1                                | 0,7                          | 6                                      | 1,1                                    | 0,7                          |
| AC-15        | -                       | 10                                 | 1                                  | 0,7                          | 1                                      | 1                                      | 0,4                          | 10                                 | 1,1                                | 0,3                          | 10                                     | 1,1                                    | 0,3                          |

| Geb.-Kat. | Lebensdauer             | Lebensdauer                        | Lebensdauer                        | Lebensdauer                        | Lebensdauer                            | Lebensdauer                            | Lebensdauer                        | Schaltvermögen                     | Schaltvermögen                     | Schaltvermögen                     | Schaltvermögen                         | Schaltvermögen                         | Schaltvermögen                     |
| Geb.-Kat. | {\displaystyle I_{n}/A} | Einschalten                        | Einschalten                        | Einschalten                        | Ausschalten                            | Ausschalten                            | Ausschalten                        | Einschalten                        | Einschalten                        | Einschalten                        | Ausschalten                            | Ausschalten                            | Ausschalten                        |
| Geb.-Kat. | {\displaystyle I_{n}/A} | {\displaystyle {\frac {I}{I_{n}}}} | {\displaystyle {\frac {U}{U_{n}}}} | {\displaystyle {\frac {L}{R}}}[ms] | {\displaystyle {\frac {I_{c}}{I_{n}}}} | {\displaystyle {\frac {U_{r}}{U_{n}}}} | {\displaystyle {\frac {L}{R}}}[ms] | {\displaystyle {\frac {I}{I_{n}}}} | {\displaystyle {\frac {U}{U_{n}}}} | {\displaystyle {\frac {L}{R}}}[ms] | {\displaystyle {\frac {I_{c}}{I_{n}}}} | {\displaystyle {\frac {U_{r}}{U_{n}}}} | {\displaystyle {\frac {L}{R}}}[ms] |
| --------- | ----------------------- | ---------------------------------- | ---------------------------------- | ---------------------------------- | -------------------------------------- | -------------------------------------- | ---------------------------------- | ---------------------------------- | ---------------------------------- | ---------------------------------- | -------------------------------------- | -------------------------------------- | ---------------------------------- |
| DC-1      | x                       | 1                                  | 1                                  | 1                                  | 1                                      | 1                                      | 1                                  | 1,5                                | 1,05                               | 1                                  | 1,5                                    | 1,05                                   | 1                                  |
| DC-2      | x                       | 2,5                                | 1                                  | 2                                  | 2,5                                    | 1                                      | 2                                  | 4                                  | 1,05                               | 2,5                                | 4                                      | 1,05                                   | 2,5                                |
| DC-3      | x                       | 2,5                                | 1                                  | 2                                  | 2,5                                    | 1                                      | 2                                  | 4                                  | 1,05                               | 2,5                                | 4                                      | 1,05                                   | 2,5                                |
| DC-5      | x                       | 2,5                                | 1                                  | 7,5                                | 2,5                                    | 1                                      | 7,5                                | 4                                  | 1,05                               | 15                                 | 4                                      | 1,05                                   | 15                                 |
| DC-6      | x                       | -                                  | -                                  | -                                  | -                                      | -                                      | -                                  | 1,5                                | 1,05                               | (1)                                | 4                                      | 1,05                                   | (1)                                |
| DC-12     | x                       | -                                  | -                                  | -                                  | -                                      | -                                      | -                                  | 1                                  | 1                                  | 1                                  | 1                                      | 1                                      | 1                                  |
| DC-13     | x                       | 1                                  | >1                                 | ≤300                               | 1                                      | 1                                      | ≤300                               | 1,1                                | 1,1                                | ≤300                               | 1,1                                    | 1,1                                    | ≤300                               |
| DC-14     | x                       | -                                  | -                                  | -                                  | -                                      | -                                      | -                                  | 10                                 | 1,1                                | 15                                 | 10                                     | 1,1                                    | 15                                 |

x alle Werte
{\displaystyle I_{n}}:Bemessungsstrom 

{\displaystyle I}:Einschaltstrom 

{\displaystyle I_{c}}:Ausschaltstrom 

{\displaystyle U}:Spannung 

{\displaystyle U_{n}}:Bemessungsspannung 

{\displaystyle U_{r}}:Wiederkehrende Spannung 

{\displaystyle {\frac {L}{R}}}[ms]: Zeitkonstante {\displaystyle \tau }
Siehe auch: Eaton Schaltungsbuch, Siemens Systemhandbuch sowie 